# Impasse des Pierres
L'impasse des Pierres (en alsacien : Steingässel) est une ruelle en cul-de-sac du centre de Strasbourg (Bas-Rhin), qui s'ouvre dans la rue de la Courtine. 

## Toponymie

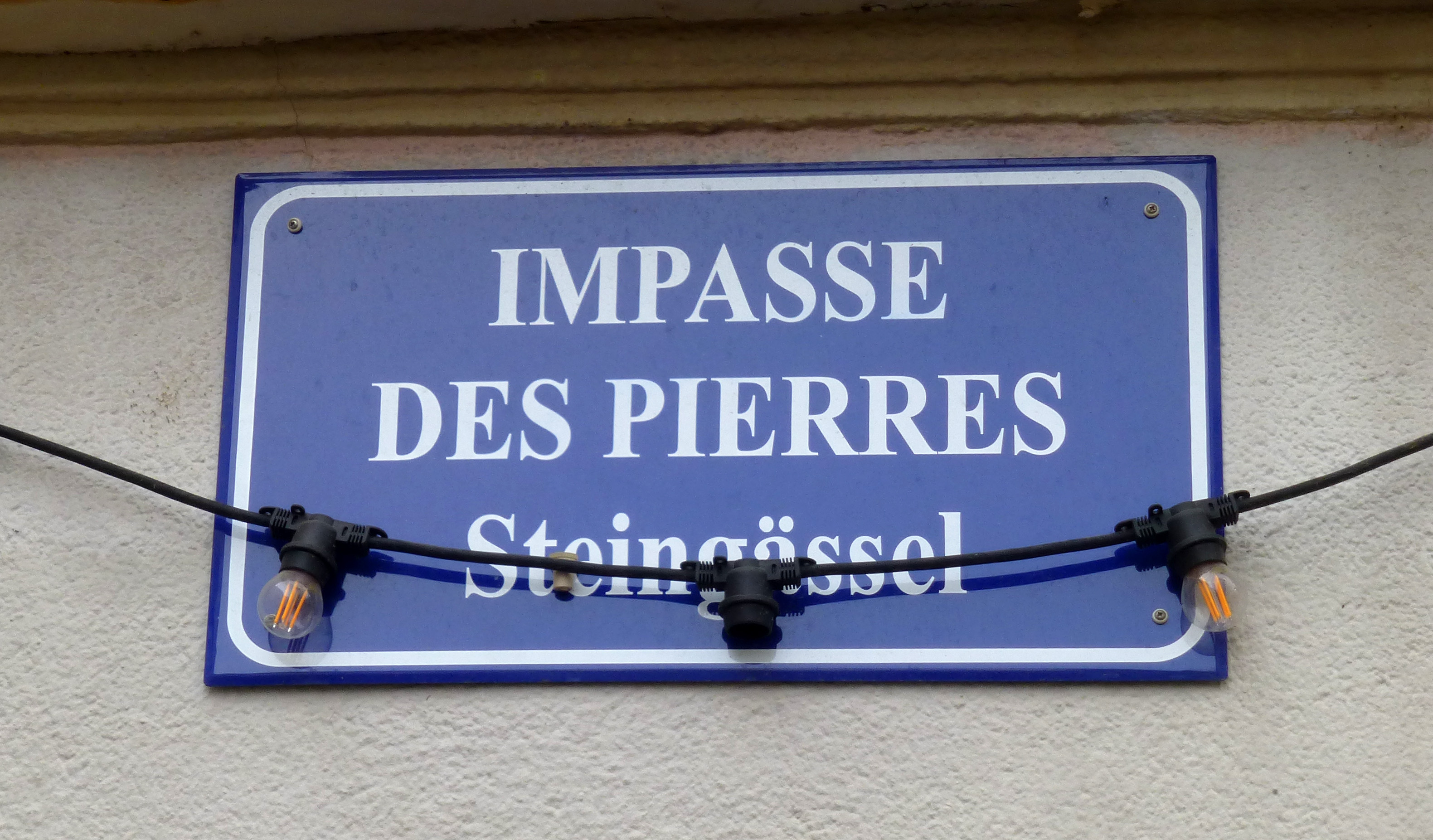
Plaque bilingue, en français et en alsacien.

Au fil du temps la voie a porté différentes dénominations, en allemand ou en français : ruelle près de la rue des Pierres (1764) — devenue la rue de la Courtine en 1971 —, impasse des Pierres (1849, 1918), Steingässchen (1872), Breitensteingässchen (1940) et, à nouveau, impasse des Pierres à partir de 1945.
Des plaques de rues bilingues, à la fois en français et en alsacien, sont mises en place par la municipalité à partir de 1995. C'est le cas du Steingässel.

## Histoire antique
Des fouilles archéologiques, menées notamment par l'équipe de Jean-Jacques Hatt à la fin des années 1960, ont mis au jour des céramiques dans l'angle est du camp romain, dont l'impasse fait partie. Là, dans un remblai daté du IVe siècle, on a découvert notamment quelques tessons de l'Antiquité tardive, une série de pots ovoïdes à pâte tournée rugueuse, attribués à la fin du VIe et au VIIe siècle, ainsi que des pots de poêle tronconiques à pâte blanche du haut Moyen Âge,.

## Bâtiments remarquables

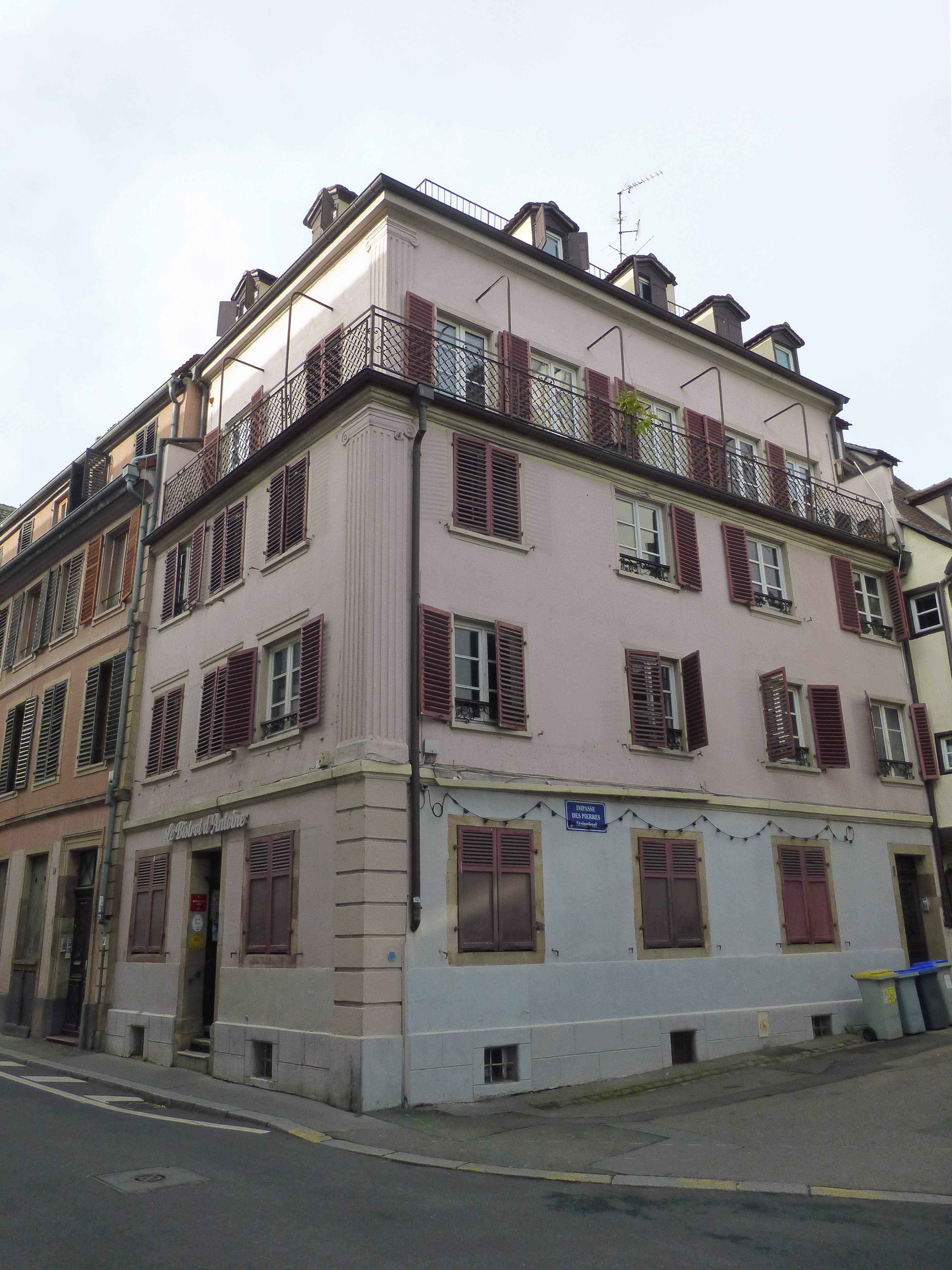
Pilastre d'angle colossal courant sur les deux premiers étages du no 1.

no 1Formant l'angle avec la rue de la Courtine, cet immeuble date probablement de la première moitié du XIXe siècle, mais il est possible que le troisième étage, en attique avec un balcon filant, ait été ajouté ultérieurement.
Sur les deux premiers étages, l'édifice est doté d'un pilastre d'angle colossal cannelé à chapiteau ionique.

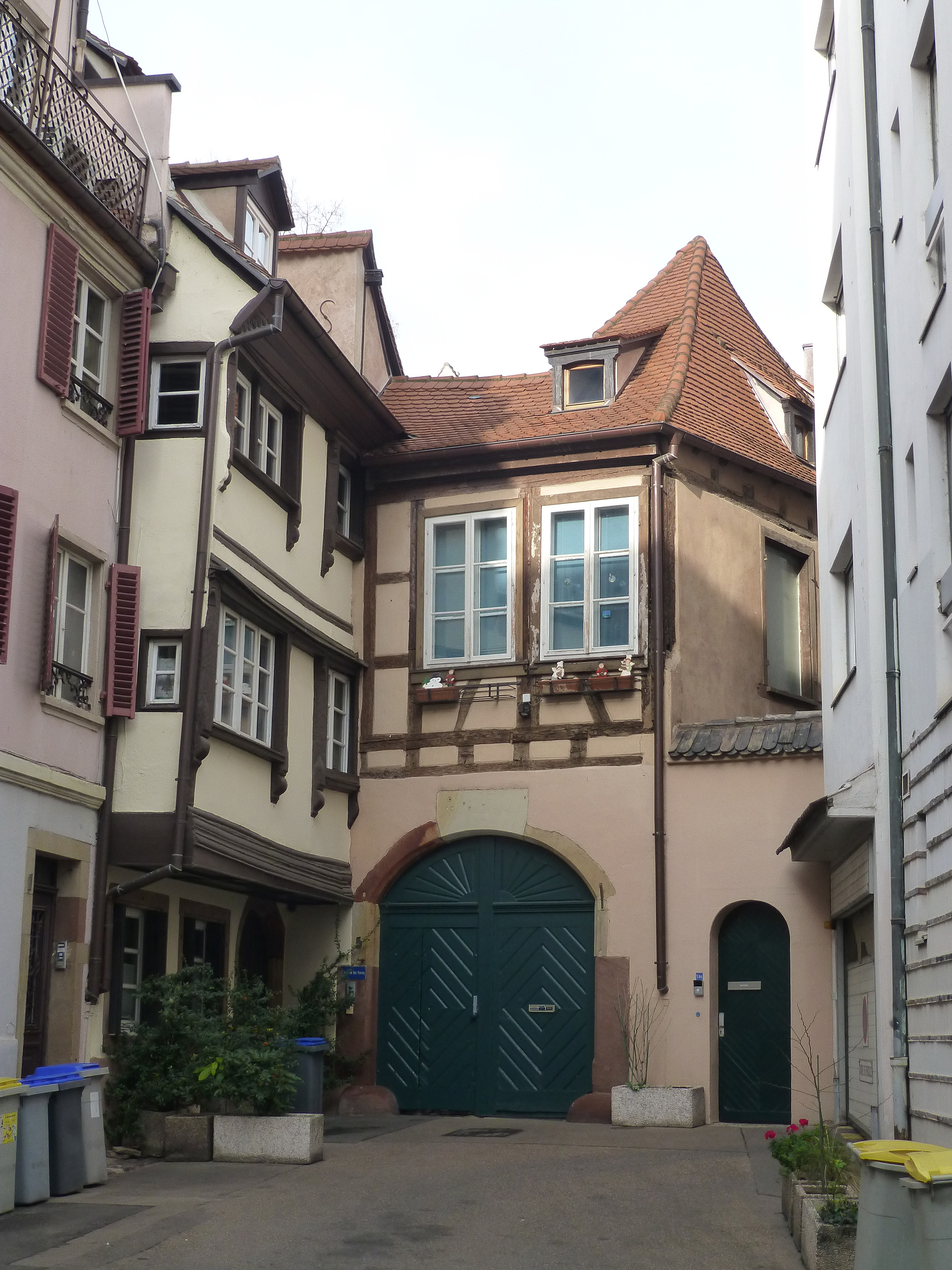
Porte cochère au no 5.

no 5La maison à colombages jouxte l'un des immeubles modernes construits dans la rue de la Courtine au cours des années 1970. Une porte cochère tournée vers la rue donne accès à une cour intérieure.
En 1985, le théoricien de la communication Abraham Moles fonde l'Association internationale de micropsychologie, dont il domicilie le siège social au 5, impasse des Pierres.